# Oreolalax omeimontis
Espèce
Synonymes
- Scutiger omeimontis Liu & Hu, 1960

Statut de conservation UICN

 EN B1ab(iii)+2ab(iii) : En danger
Oreolalax omeimontis est une espèce d'amphibiens de la famille des Megophryidae.

## Répartition
Cette espèce est endémique du centre de la province du Sichuan en Chine continentale. Elle se rencontre entre 1 050 et 1 800 m d'altitude dans les xians de Emeishan et de Hongya,.

## Étymologie
Son nom d'espèce, omeimontis, lui a été donné en référence au lieu de sa découverte, le mont Omei.

## Publication originale
- Liu & Hu, 1960 : New Scutigers from China with a discussion about the genus. Scientia Sinica, Beijing, vol. 9, p. 760-779.